# Chinese karekiet
De Chinese karekiet (Acrocephalus orientalis) is een zangvogel uit de familie Acrocephalidae (rietzangers).

## Verspreiding en leefgebied
Deze soort broedt van centraal Mongolië en zuidoostelijk Siberië tot noordelijk en oostelijk China, Korea en Japan. Ze overwinteren in Zuidoost-Azië en de Filipijnen.